# Marek Poštulka
Marek Poštulka (21 giugno 1970) è un ex calciatore ceco, fino al 1993 cecoslovacco, di ruolo attaccante.